# Abdelfatah al Burhan
Abdel Fattah Abdelrahman Burhan también conocido como Abdelfatah al Burhan (en árabe: عبد الفتاح عبد الرحمن البرهان ; Kundato, Sudán, 11 de julio de 1960) es un militar del ejército sudanés con rango de general que desde 2019 se desempeña como líder del Consejo Soberano de Sudán, el jefe de Estado de transición colectiva del país. El 25 de octubre de 2021 lideró un golpe militar.
En agosto de 2019, fue el jefe de Estado de facto de Sudán como presidente del Consejo Militar Transitorio después de que el expresidente Ahmed Awad Ibn Auf renunció y transfirió el control en abril de 2019.

## Biografía
La Agencia Anadolu de Turquía escribió que "(...) Abdel Fattah Burhan, de 60 años, se desempeñó en la guardia de la frontera de Sudán y luego fue designado a China como agregado militar. Burhan se convirtió luego en comandante de la guardia de la frontera, avanzando finalmente en su carrera como comandante de las Fuerzas Terrestres. Habiendo trabajado como entrenador en un colegio militar en el este de Sudán, se desempeñó como comandante en las guerras en el sur del país antes de que Sudán del Sur obtuviera la independencia de Sudán en 2011. (...) El 26 de febrero Burhan fue nombrado general en el Comando de las Fuerzas Terrestres y luego como inspector general de las Fuerzas Terrestres ".
Anteriormente fue inspector general de las Fuerzas Armadas de Sudán. El historial de Burhan se considera más limpio que el de la mayoría de los generales de Sudán, y se reunió con manifestantes durante las protestas sudanesas de 2018-19 para escuchar sus demandas.

## Presidente de Sudán
Durante su gobierno de transición se tomaron importantes medidas en términos legales entre ellas el despido de varios ministros y el jefe de policía que ejercieron violencia contras la protestas sudanesas de 2018-19, el desmantelamiento del partido del gobernante depuesto Bashir además de prometer entregar a La Haya al dictador para que sea juzgado por crímenes de guerra, genocidio y lesa humanidad por las masacres perpetradas durante la guerra de Darfur al que la CIJ atribuye su autoría. En el ámbito legal se llevó a cabo la  anulación de antiguo código de conducta que incluía la prohibición de vestir pantalones a las mujeres, descubrir su cabello en público o reunirse con hombres que no fueran familiares, se puso el fin al requerimiento de permisos para que una mujer viaje sola, se levantó la prohibición de beber o vender alcohol, se descriminalizó la apostasía. Además se llevó a cabo la abolición de leyes discriminatorias contra las mujeres y minorías, se introdujo penas hasta 3 años contra la mutilación genital femenina, se derogó la pena de muerte para las relaciones entre personas del mismo sexo, se prohíbe la ejecución de menores de 18 años y mayores de 70, entre otras reformas. Se revocaron las leyes de orden público, que regulaban la libertad de vestuario, movimiento, asociación, trabajo y estudio de las mujeres.

### Golpe de Estado de 2021
El 25 de octubre de 2021, al-Burhan encabezó el golpe de Estado sudanés de octubre de 2021 para derrocar al gobierno civil del primer ministro Abdalla Hamdok. El 21 de noviembre de 2021, todos los presos políticos fueron liberados y Abdalla Hamdok fue reinstalado como primer ministro como parte de un acuerdo con los partidos políticos civiles. A Hamdok también se le permitió regresar al frente del gobierno de transición.
El 4 de diciembre de 2021, al-Burhan dijo a Reuters en una entrevista que el ejército sudanés "abandonaría la política" tras las elecciones previstas para julio de 2023, afirmando: "Cuando se elige un gobierno, no creo que el ejército, las fuerzas armadas , o cualquiera de las fuerzas de seguridad participará en la política. Esto es lo que acordamos y esta es la situación natural."
El 9 de diciembre de 2021, al-Burhan advirtió sobre posibles medidas contra misiones diplomáticas extranjeras por su supuesta incitación contra el ejército sudanés. También reiteró su compromiso con el acuerdo político alcanzado con el primer ministro Hamdok en noviembre de 2021. El 20 de diciembre de 2021, al-Burhan expresó su apoyo a Hamdok y agregó que los recientes nombramientos se habían realizado como resultado de la coordinación entre él y el primer ministro y de conformidad con el acuerdo político del 21 de noviembre de 2021.
El 31 de diciembre de 2021, en un discurso, al-Burhan dijo que estaba comprometido a “construir todas las instituciones del gobierno de transición y celebrar elecciones libres, justas y transparentes en el momento previsto”, en julio de 2023.
Tanto al-Burhan como Hemedti tenían vínculos con el régimen de Vladímir Putin en Rusia. Según Business Insider, «Los dos generales ayudaron al presidente ruso Vladimir Putin a explotar los recursos de oro de Sudán para ayudar a apuntalar las finanzas rusas contra las sanciones occidentales y financiar su guerra en Ucrania». El 9 de febrero de 2023, al-Burhan se reunió con el ministro de Asuntos Exteriores ruso. Serguéi Lavrov.
El 2 de enero de 2022, Abdalla Hamdok dimitió de su cargo de primer ministro y Osman Hussein prestó juramento como primer ministro en funciones.
El 4 de julio de 2022, se informó que al-Burhan mencionó que el ejército se retiraría de las conversaciones políticas en curso y permitiría que los grupos políticos y revolucionarios formaran un gobierno civil de transición. Esta declaración se produjo tras recientes protestas a favor de la democracia en las que murieron 117 personas.
El 10 de noviembre de 2023, al-Burhan condenó las acciones de Israel en la Franja de Gaza durante la guerra entre Israel y Hamás y dijo: "Declaramos nuestra total solidaridad con el pueblo palestino y su derecho a establecer su estado legítimo en las fronteras de 1967".
El 30 de julio de 2024, Abdel Fattah al-Burhan sobrevivió a un intento de asesinato perpetrado por un dron mientras visitaba una base militar en Gibet. Cinco personas mueren.